# Autódromo Internacional de Miami
O Autódromo Internacional de Miami é um circuito de rua ao redor do Hard Rock Stadium em Miami Gardens, Flórida, Estados Unidos. A pista tem 5,412 quilômetros (3,36 milhas) de comprimento e 19 curvas, com uma velocidade média de 222 km/h (138 mph). A pista foi projetada especificamente para o Grande Prêmio de Miami, que estreou no calendário do Campeonato Mundial de Fórmula 1 de 2022.

## Provas disputadas e vencedores
| Ano  | Piloto         | Construtor          | Resumo   |
| ---- | -------------- | ------------------- | -------- |
| 2022 | Max Verstappen | Red Bull-RBPT       | Detalhes |
| 2023 | Max Verstappen | Red Bull-Honda RBPT | Detalhes |
| 2024 | Lando Norris   | McLaren-Mercedes    | Detalhes |
| 2025 | Oscar Piastri  | McLaren-Mercedes    | Detalhes |

### Por pilotos, equipes e países que mais venceram
|          |                |            |
| Vitórias | Pilotos        | Edições    |
| 2        | Max Verstappen | 2022, 2023 |
| 1        | Lando Norris   | 2024       |
| 1        | Oscar Piastri  | 2025       |

|          |            |            |
| Vitórias | Construtor | Edições    |
| 2        | Red Bull   | 2022, 2023 |
| 2        | McLaren    | 2024, 2025 |

|          |               |            |
| Vitórias | País          | Edições    |
| 2        | Países Baixos | 2022, 2023 |
| 1        | Reino Unido   | 2024       |
| 1        | Austrália     | 2025       |

## História
A pista foi proposta no início de outubro de 2019 com um projeto inicial no local, com 75 projetos de traçado tendo sido considerados e 36 sendo simulados. O proprietário do estádio, Stephen Ross, vinha tentando atrair a Fórmula 1 por vários anos antes que o projeto inicial fosse publicado. Os organizadores do evento tinham um acordo principal para sediar uma corrida já em 2021, mas passou a ser adiado. Os comissários de Miami Garden votaram inicialmente contra a criação da pista, mas isso foi revertido em 14 de abril de 2021.